# Луис Хенри Съливан
Луис Хенри Съливан, (на английски: Louis Henry Sullivan), роден на 3 септември 1856 г. в Бостън, Масачузетс, починал на 14 април 1924 г. в Чикаго, Илинойс е американски архитект, един от създателите на американския модернизам. Създава едни от първите небостъргачи, както и концепцията за органичната архитектура. Той е един от най-видните представители на Чикагската архитектурна школа и учител на Франк Лойд Райт.

## Биография
Луис Съливан е роден в семейство на баща ирландеца Патрик Съливан и майка Андриан Лист от Женева и двамата емигрирали в САЩ в края на 40-те години на 19. век. Роден е в Чикаго и не получава завършено професионално образование. Известно време учи архитектура в Масачузетския технологичен институт. След това отива във Филаделфия, по-късно отива в Чикаго по време на строителния бум там и след това заминава за Париж, където следва в „Училището за изящни изкуства“. След завръщането си в САЩ започва работа първоначално като чертожник и архитект. През 1879 г. постъпва във фирмата на Данкмар Адлер на немски: Dankmar Adler, където по-късно става негов съдружник.

## Галерия
- Сградата „Юниън“, Сейнт Луис
- Сградата „Уайнрайт“, Сейнт Луис
- Корниз на сградата „Уайнрайт“, Сейнт Луис
- Аудиториум Билдинг, Чикаго
- Сграда на чикагската стокова борса
- Гробница „Гети“, Чикаго
- Сграда „Баяр-Кондикт“ Манхатън, Ню Йорк
- Център „Съливан“
- Сграда „Ван Алън“, Клинтън (Айова)
- Сграда „Гейдж“, Чикаго (вдясно)
- Руска православна църква „Св. Троица“, Чикаго
- Руска православна църква „Св. Троица“, Чикаго - интериор
- Народна федерална асоциация за спестявания и заеми, Сидни, Охайо
- Национална фермерска банка, Оуатона, Минесота
- Къща Harold C. Bradley, Уисконсин
- Търговска национална банка, Гринел (Айова)
- Музикален магазин „Краузе“, площад „Линкълн“, Чикаго